# Одноклассники.ru: НаCLICKай удачу
«Одноклассники.ru. НаCLICKай удачу!» — российский комедийный художественный фильм 2013 года режиссёра Павла Худякова, производства кинокомпании «Худяков production».
Премьера состоялась 12 декабря 2013 года.
Последняя роль Жанны Фриске.

## Сюжет фильма
Лёша (Пётр Фёдоров) решает покорить столицу и ищет работу, родители допекают его по этому поводу, а хозяйка его съёмной квартиры требует оплатить долг. Как оказалось, всё идет не так, как изначально предполагалось, но Лёша не унывает и отправляется на кастинг в рекламное агентство. В первые же минуты своей презентации герой производит о себе не самое лучшее впечатление: он неаккуратно одет, ведёт себя неуверенно, да ещё и приходит с разбитым ноутбуком, который принято считать основным инструментом работы любого успешного рекламщика.
И тут всё начинает идти под откос — сначала ему выписывают штраф за парковку в «неположенном месте» (на парковке), затем его выгоняют из съёмной квартиры, хорошо хоть друг находится рядом. Он-то и помогает Лёше дотащить диван до ближайшего парка, там они устраиваются удобнее и мечтают. Главный герой хочет, чтобы все проблемы, вопросы и пожелания решались с помощью одной только кнопки — нажал и готово.
Наутро Лёша оказывается в заброшенном старом здании, где его встречает сам Снуп Догг, вручая именно то, чего так желал наш герой. Он обязуется изменить жизнь Лёши, теперь достаточно написать в статусе пожелание, нажать заветную кнопку на компьютере и всё сбудется. Так Лёша получает солидные деньги, дорогую машину, новую одежду и становится боссом той самой конторы, которая не захотела брать его на работу. Всё идёт прекрасно, Лёша убеждает себя, что ему дан шанс изменить свою жизнь, возможно, это так, но за всё в ней придётся платить…

## В ролях
| Актёр            | Роль                                 |
| ---------------- | ------------------------------------ |
| Пётр Фёдоров     | Лёша, студент                        |
| Фёдор Бондарчук  | Фёдор Соколов, CEO компании          |
| Корнелия Поляк   | Маша, дочь хозяина компании и здания |
| Сергей Друзьяк   | Димон, друг Леши                     |
| Тимати           | камео, друг Лёши                     |
| Снуп Догг        | камео, it-шник                       |
| Сергей Никоненко | отец Маши, владелец компании         |
| Александр Ревва  | бомж в парке                         |
| Ольга Тумайкина  | мама Лёши                            |
| Семён Стругачев  | папа Лёши                            |
| Жанна Фриске     | Елена Виленовна, хозяйка квартиры    |
| Игорь Жижикин    | конкурент Фёдора                     |
| Михаил Евланов   | бизнесмен                            |
| Ксения Собчак    | камео, девушка Димона                |
| Игорь Верник     | риэлтор                              |
| Ян Цапник        | гаишник                              |

## Критика
Главный редактор сайта kinoafisha.ru Михаил Леонидович Иванов сравнил фильм со сказкой о рыбаке и рыбке, только для современной молодёжи.
Редакция Кино Mail.ru считает, что фильм может заставить задуматься над современной проблемой виртуальной жизни, о существенных отличиях виртуальных статусов и реальным положением дел, а также сравнила фильм с «волшебным» фильмом «Тариф „Новогодний“», по сюжетным линиям с кинокартинами «Брюс Всемогущий», «Маска», «Тайна железной двери», тем не менее отметив, что стилистически картина «относится скорее к миру шоу-бизнеса, чем кинематографа».
В рецензии Film.ru отметили, что «„Одноклассники“ столь же мимолётны, как статусы в этой самой соцсети», в целом оценив фильм как «легкомысленную одноразовую комедию».